# محمد الزغواني
محمد الزغواني (1896 -1979) هو الأستاذ الإمام محمّد بن عمر الزغواني، حفظ القرآن الكريم منذ الصغر ثمّ التحق بجامع الزيتونة، عرف بغزارة علمه ودقة فقهه ومثابرته طيلة حياته على نشر العلم والتفرغ لذلك، فقد كان صدر مجالس العلم والذكر في جوامع مدينة تونس “بالحجامين” و“الشربات” والزيتونة والمغارة والمقام الشاذلي حيث كان يرأس أختام لكتاب “الشفا” الذي كان يدرسه على مدار السنة ويعلم من خلاله مختلف الأجيال والفئات سيرة وسنة رسول الله كما بسط فيها القول وأجاد وأفاد القاضي عياض. لقد وثّق الشيخ محمد الزغواني صلة التونسيين برسول الله وركز في قلوبهم حبه وإتباع سنته، وعرفهم بقيمة وأهمية كتاب “الشفا” حتى أصبحت لا تكاد تجد بيتا في تونس يخلو من كتاب “الشفا” للقاضي عياض.

## كتب
- كتاب الدرر المنتثرة في تفسير آيات القرآن الكريم لفضيلة الشيخ محمد الزغواني (1896/1979) هو مجموعة مقالات في التفسير نشرت في مجلة الهداية التي يصدرها المجلس الإسلامي الأعلى.

والكتاب من الحجم المتوسط وتبلغ صفحاته المائة وثلاثين صفحة بالإضافة إلى فهارس للآيات والأحاديث والأعلام.
لقد برع الشيخ محمد الزغواني في التفسير وبسط معاني كتاب الله العزيز وقربه من الناس بكل فئاتهم. إن درسه يجد فيه الجميع مبتغاهم ومرادهم: يجد فيه العالم التدقيق والتحقيق ويجد فيه “الكافة” ما يناسب مستوياتهم.
- وسيجد فيه الأئمة والوعاظ والشيوخ والدارسون في هذا الكتاب إضافة وتحقيقا وتدقيقا لقد فسر الشيخ محمد الزغواني سورة الفاتحة وجعل لتفسيرها عنوانا هو (الشذرات السانحة في تفسير سورة الفاتحة) وقدم لتفسيره بتمهيد لطيف جامع لفوائد منها التعريف بالقرآن إجمالا ومعنى الاستعاذة وحكمها وصيغها ومباحث البسملة وفضائل القرآن والترغيب فيه وفي كل هذه الفوائد يأتي الشيخ بما يشفي الغليل وبما هو ضروري وما ينبغي العلم به.
- وعدد الشيخ أسماء سورة الفاتحة التي بلغ بها إلى اثنين وعشرين اسما (إذ هي الفاتحة وفاتحة الكتاب والأساس وأم الكتاب وأم القرآن والكنز والوافية والكافية والشافية والشفاء والسبع المثاني والصلاة والدعاء وتعليم المسألة وسورة السؤال والراقية والمناجاة وسورة الحمد وسورة الحمد الأولى وسورة الحمد القصوى وسورة الشكر وسورة النور.

ويستدل على كل ما يأتي به بصحيح الأحاديث ويمضي مبينا سبب النزول ويبسط في ذلك القول ثم يتولى التفسير للآيات بالكلمة فيبين معنى الحمد، والرب والعالمين وملك ويوم، والدين ويجمع بعد ذلك كلمات الآية ويبين معناها ومضامينها وما توحى به وهكذا إلى آخر السورة آية بعد آية.
ونجد في هذا الكتاب تفسيرا لآيات من سورة البقرة اتخذ له عنوانا (الدرر المنتثرة في تفسير سورة البقرة) ويبين فضيلة هذه السورة ومكان وزمان نزولها ويورد للتدليل على ذلك عديد الأحاديث الصحيحة والآثار الموثوقة. ويقف عند (الم) في أول سورة البقرة ويستعرض ما قاله في هذه الأحرف التي افتتحت بها بعض سور القرآن ثم يتوخى نفس الطريقة التي توخاها في تفسير سورة الفاتحة الكلمة بعد الكلمة والآية بعد الآية بدقة وتحقيق يذكر أسلوبه ومنهجه بطريقة كبار المفسرين من أمثال الزمخشري والقرطبي والبيضاوي وغيرهم في القديم وابن عاشور في المعاصرين.
وبعد أن يفسر الشيخ الزغواني الآيات (1 إلى 21) من سورة البقرة يفسر الآية 177 من نفس السورة ويختار لها عنوان: مجامع الكمال والجمال في آية البرّ لذي الجلال والإكرام.
ويفسر الآيتين 128 و129 من سورة التوبة ويتخذ لها عنوانا فضيلة القربة في تفسير سورة التوبة الصفحة 118 وينتهي الكتاب بتفسير سورة الناس (الصفحة 129).
- إن كتاب الدرر المنتثرة في تفسير آيات من القرآن الكريم لفضيلة الشيخ محمد الزغواني يعد إضافة لمكتبة التفسير التونسية هذه المكتبة التي تفتخر “بالتحرير والتنوير” لسماحة الشيخ محمد الطاهر ابن عاشور ولكن هذا الكتاب الصغير في حجمه (الدرر المنتثرة) يؤكد أن للتحرير والتنوير روافد لأعلام الزيتونة الذين لا تزال كنوز الكثير منهم دفينة في رفوف مكتبات أبنائهم ولعل هذه المبادرة تكون سنة حسنة لكي تخرج الهيآت العلمية والدينية ومن يعدون الأطروحات بالجامعات التونسية ما يتوفر لديهم منها وما أكثره وهو أفضل ما نزود به الساحة الثقافية في بلادنا وحتى في البلدان الشقيقة الذي يعد مثل هذه الأعمال من أفضل ما نقدمه إليها ونشع به عليها.